# Rowan Blanchard
Rowan Blanchard (Los Angeles, 14 de outubro de 2001) é uma atriz norte-americana. É mais conhecida por seu papel de Riley Matthews na série Girl Meets World.

## Vida pessoal e carreira
Blanchard nasceu em Los Angeles, Califórnia. Filha de Elizabeth e Mark Blanchard-Boulbol, que são instrutores de ioga. Seu avô paterno era um imigrante do Oriente Médio, que era de origem armênia e os ancestrais de sua avó paterna são da Inglaterra, Dinamarca e Suécia. Rowan tem uma irmã mais nova Carmen e um irmão ainda mais novo Shane.
Blanchard começou a atuar aos 5 anos de idade. Em 2010, ela participou do filme The Back-up Plan como a filha de Mona e fez parte do elenco de Dance-A-Lot Robot da Disney Junior interpretando Caitlin. Em 2011 foi escolhida para desempenhar o papel de Rebecca Wilson em Spy Kids: All the Time in the World e Raquel Pacheco em Little in Common. No final de janeiro de 2013, Blanchard foi escolhida para interpretar Riley Matthews na série original do Disney Channel Girl Meets World, e em janeiro de 2015 escolhida para interpretar Cleo no Filme Disney Channel, Invisible Sister.
Em 2016 foi anunciado que Blanchard foi ajustado para co-estrelar em uma adaptação de filme A Wrinkle in Time. O filme estava previsto para começar a produção em novembro.
Trabalhou com Sabrina Carpenter, Peyton Meyer, Corey Fogelmanis, Ben Savage, Danielle Fishel, August Maturo, Francisco Azevedo, Jennifer Connelly
Rowan Blanchard é uma ativista pública em áreas como feminismo, direitos humanos, e violência armada. Embora a maioria de seus comentários sobre essas questões sejam publicados via Twitter ou Tumblr, ela falou na conferência anual da ONU Women and US National Committee como parte de #TeamHeForShe, uma campanha feminista.
Em uma série de tweets em Janeiro de 2016, ela declarou que embora ela tivesse "gostado só de meninos" no passado, ela foi "aberta para gostar de qualquer gênero" e portanto ela se identifica como queer.

## Filmografia

### Televisão
| Ano        | Título                | Papel            | Notas                                                                                                 |
| ---------- | --------------------- | ---------------- | --- |
| 2010       | Dance-a-Lot Robot     | Caitlin          | Participação                                                                                          |
| 2014- 2017 | Girl Meets World      | Riley Matthews   | Protagonista; Série Disney Channel                                                                    |
| 2015       | Best Friends Whenever | Riley Matthews   | Participação especial; "Cyd & Shelby's Haunted Scape" (Temporada 1, Episódio 9); Série Disney Channel |
| 2015       | Invisible Sister      | Cleo             | Protagonista; Filme Disney Channel para a TV                                                          |
| 2017- 2018 | The Goldbergs         | Jackie Geary     | Elenco Recorrente (8 episódios)                                                                       |
| 2020-2021  | Snowpiercer           | Alexandra Cavill | Elenco Principal -Netflix Original Séries                                                             |

### Cinema

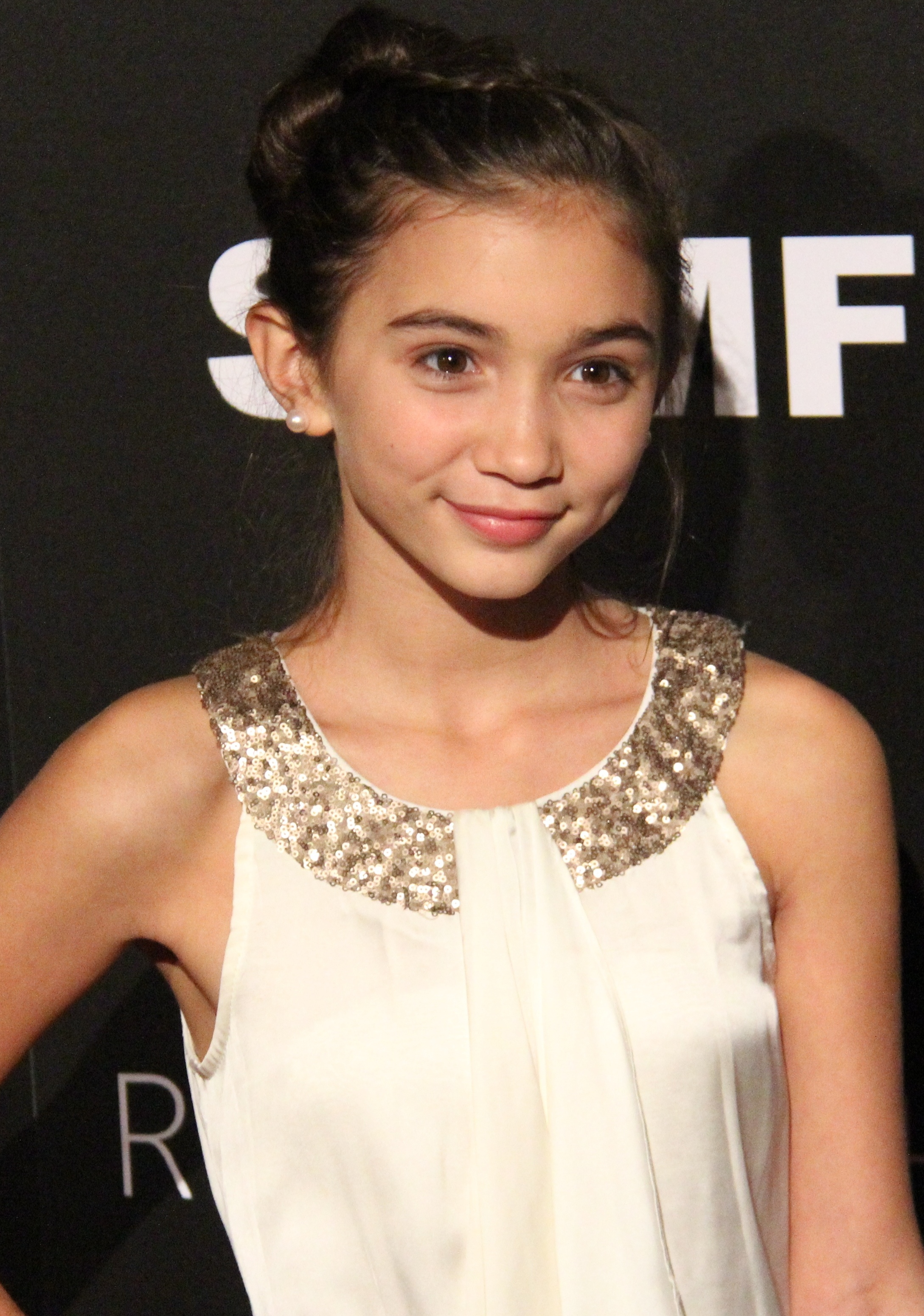
Rowan em 2013 no Redlight Traffic's inaugural Dignity Gala

| Ano  | Título             | Papel                   | Notas            |
| ---- | ------------------ | ----------------------- | ---------------- |
| 2010 | The Back-up Plan   | Filha de 7 anos de Mona |                  |
| 2011 | Pouco em Comum     | Raquel Pacheco          |                  |
| 2011 | Pequenos Espiões 4 | Rebeca Wilson           | Elenco principal |
| 2016 | A World Away       | Jessica                 | Curta-metragem   |
| 2018 | Uma Dobra no Tempo | Veronica Kiley          |                  |

## Prêmios e Indicações
| Ano  | Prêmio              | Categoria                                                       | Trabalho           | Resultado |
| ---- | ------------------- | --------------------------------------------------------------- | ------------------ | --------- |
| 2012 | Young Artist Awards | Best Performance in a Feature Film- Young Actress Ten and Under | Pequenos Espiões 4 | Indicada  |
| 2016 | Teen Choice Awards  | Choice Summer TV Star: Female                                   | Girl Meets World   | Indicada  |